# Curramulka
Curramulka är en ort i Australien. Den ligger i kommunen Yorke Peninsula och delstaten South Australia, omkring 86 kilometer väster om delstatshuvudstaden Adelaide. Antalet invånare är 148.
Runt Curramulka är det mycket glesbefolkat, med 2 invånare per kvadratkilometer.. Närmaste större samhälle är Minlaton, omkring 12 kilometer sydväst om Curramulka.
Trakten runt Curramulka består till största delen av jordbruksmark. Genomsnittlig årsnederbörd är 583 millimeter. Den regnigaste månaden är juni, med i genomsnitt 111 mm nederbörd, och den torraste är januari, med 12 mm nederbörd.